# Augusto Alves da Rocha
Dom Augusto Alves da Rocha (Bertolínia, 17 de julho de 1933), é um bispo católico emérito, que foi o primeiro bispo de Picos entre 1975 e 2001, o quinto bispo de Oeiras-Floriano entre 2001 e 2008 e depois o primeiro bispo de Floriano até 2010 quando aposentou-se.